# Hlușkivți, Iarmolînți
Hlușkivți (în ucraineană Глушківці) este localitatea de reședință a comunei Hlușkivți din raionul Iarmolînți, regiunea Hmelnîțkîi, Ucraina.

## Demografie
Componența lingvistică a localității Hlușkivți
     Ucraineană (98,13%)
     Rusă (1,52%)
Conform recensământului din 2001, majoritatea populației localității Hlușkivți era vorbitoare de ucraineană (98,13%), existând în minoritate și vorbitori de rusă (1,52%).